# Заброддя (Новгородська область)
Заброддя (рос. Забродье) — присілок у Окуловському районі Новгородської області Російської Федерації.
Населення становить 23  особи. Належить до муніципального утворення Березовикське сільське поселення.

## Історія
До 1927 року населений пункт перебував у складі Новгородської губернії. У 1927-1944 роках перебував у складі Ленінградської області.
Згідно із законом N 355-ОЗ від 2 грудня 2004 року належить до муніципального утворення Березовикське сільське поселення.

## Населення
| 2010 | 2012 |
| ---- | ---- |
| 29   | ↘23  |